# زندان پولسمور
زندان پولسمور (انگلیسی: Pollsmoor Prison) که به صورت رسمی به نام زندان فوق‌امنیتی پولسمور نامیده می‌شود در حومهٔ شهری توکای، کیپ‌تاون، آفریقای جنوبی قرار دارد. این زندان یک مرکز کیفری فوق‌امنیتی است که به فعالیت خود در نگهداری تعدادی از مجرمان خیلی خطرناک آفریقای جنوبی ادامه می‌دهد. هرچند، زندان برای ظرفیت نگهداری حداکثر ۴٬۳۳۶ مجرم و ۱٬۲۷۸ پرسنل طراحی گردیده بود ولی تعداد زندانی‌های درون آن بیش از ۷٬۰۰۰ نفر است (این آمار در روزهای مختلف اندکی نوسان دارد).